# Warcraft: Początek
Warcraft: Początek (ang. Warcraft: The Beginning) – film fantasy, którego akcja rozgrywa się w uniwersum serii gier komputerowych Warcraft. Film został reżyserowany przez Duncana Jonesa, scenariusz napisał Charles Leavitt, a jego premiera odbyła się 10 czerwca 2016 roku.

## Fabuła
Kraina Azeroth staje w obliczu konfliktu, kiedy najeżdżają ją istoty z innego świata: orkowie, poszukujący nowego domu, kiedy ich własny ginie. Gdy orkowie przechodzą przez portal do innego świata, kolonizują go w całości dla siebie i niszczą pozostałe rasy. Po przeciwnej stronie znajdują się ludzie, którzy muszą walczyć o swoje życie, rodziny i los całej krainy.

## Produkcja

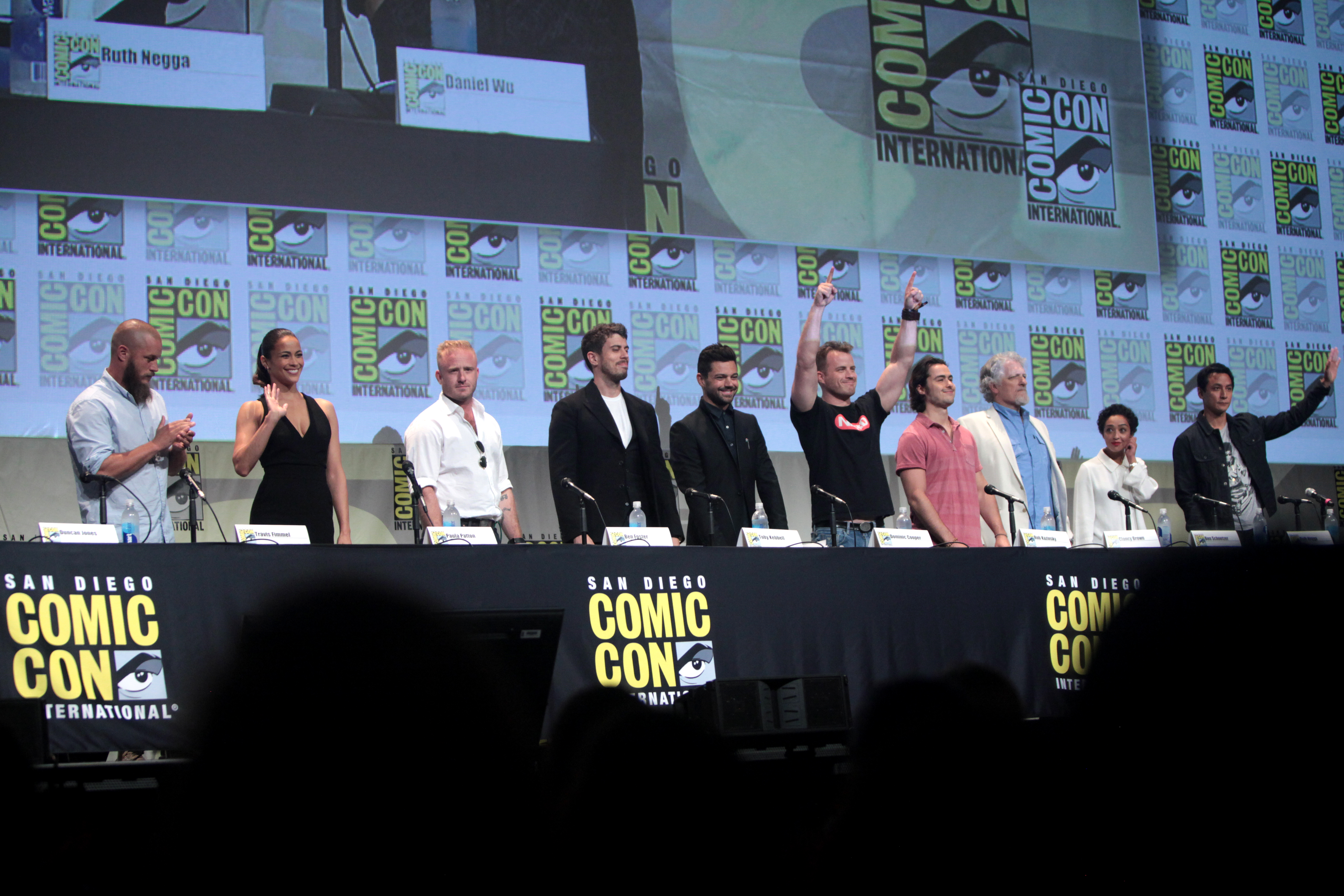

Pierwsze pogłoski o filmie pojawiły się w maju 2006 roku, kiedy to informacje o planach Blizzard Entertainment i Legendary Pictures w sprawie realizacji filmu na podstawie serii gier Warcraft. W październiku 2009 roku ujawniono, że na stanowisku reżysera znalazł się Sam Raimi, a premiera filmu jest planowana na 2011 rok. Powiadomiono też, że film jest realizowany z myślą o kategorii PG-13. Kilka dni później oświadczono, że scenarzystą filmu został Robert Rodat. W styczniu 2010 roku Raimi został zwolniony ze stanowiska reżysera kontynuacji filmu Spider-Man 3  dzięki czemu mógł przystąpić do prac nad filmem Warcraft. Jednak rok później okazało się, że Raimi został reżyserem filmu Oz: Wielki i potężny przez co prace nad Warcraft opóźnią się. W lipcu 2010 roku projekt był w bardzo wczesnej fazie produkcji. Nie miał nawet gotowego konspektu i dopiero opracowywano fabułę.
Dwa lata później okazało się, że Sam Raimi nie jest już reżyserem filmu. W sierpniu 2012 roku na stanowisko scenarzysty został zatrudniony Charles Leavitt, który miał napisać scenariusz od nowa. W styczniu 2013 roku reżyserem został Duncan Jones. Ogłoszono także, że zdjęcia do filmu mają rozpocząć się przed końcem roku. W czerwcu 2013 roku producent Charles Roven ujawnił, że zdjęcia do filmu rozpoczną się dopiero w pierwszym kwartale 2014 roku. Premiera filmu była wtedy planowana na 2015 rok. Podczas Comic-Con w San Diego Legendary Pictures pokazało klip promujący film Warcraft. We wrześniu 2013 roku najpierw pojawiły się informacje, że w filmie zagra Colin Farrell i Paula Patton, a później, że do obsady mogą dołączyć także Paul Dano, Travis Fimmel, Anton Yelchin oraz Anson Mount. Ostatecznie tylko Patton i Fimmel dostali role w filmie. W trakcie BlizzCon 2013 twórcy Warcraft zaprezentowali pierwsze grafiki koncepcyjne. Natomiast w listopadzie 2013 roku ogłosili, że premiera filmu została przeniesiona z grudnia 2015 roku na marzec 2016 roku. Spowodowane to było premierą filmu Gwiezdne wojny: Przebudzenie Mocy, która miała się odbyć 25 grudnia 2015 roku. W grudniu 2013 roku okazało się, że w filmie zagrają Ben Foster, Dominic Cooper, Daniel Wu oraz Clancy Brown. W kwietniu 2014 roku magazyn „Empire” zaprezentował pierwsze zdjęcie z filmu "Warcraft”.
Podczas Comic Con 2014 Legendary Pictures opublikowało w serwisie Twitter logo filmu, a w listopadzie 2014 roku zaprezentowało dwa pierwsze plakaty prezentujące dwie frakcje z uniwersum Warcraft – Przymierze i Hordę. W kwietniu 2015 roku kolejny raz przesunięto premierę filmu, tym razem na 10 czerwca 2016 roku, a na Comic-Con 2015 zaprezentowano kolejne plakaty filmu, na których znajdują się dwaj główni bohaterowie: Durotan i Lothar. Na zamkniętym pokazie zaprezentowano też materiał złożony ze scen pochodzących z filmu.

## Obsada
| Postać            | Aktor          | Dubbing            |
| ----------------- | -------------- | ------------------ |
| Sir Anduin Lothar | Travis Fimmel  | Grzegorz Kwiecień  |
| Garona Halforcen  | Paula Patton   | Lidia Sadowa       |
| Magus Medivh      | Ben Foster     | Waldemar Barwiński |
| Król Llane Wrynn  | Dominic Cooper | Przemysław Stippa  |
| Durotan           | Toby Kebbell   | Piotr Grabowski    |
| Khadgar           | Ben Schnetzer  | Kamil Pruban       |
| Orgrim Doomhammer | Rob Kazinsky   | Jacek Radziński    |
| Czarnoręki        | Clancy Brown   | Jacek Król         |
| Gul’dan           | Daniel Wu      | Miłogost Reczek    |

## Odbiór
Warcraft: Początek otrzymał głównie negatywne recenzje od krytyków. W agregatorze Metacritic średnia ocen od recenzentów wynosi 32/100 (na podstawie 40 recenzji). Natomiast w serwisie Rotten Tomatoes 27% recenzji zebranych od krytyków było pozytywnych, a średnia z ocen wynosi 4,2/10 (na podstawie 211 recenzji). Film jest uznany za najlepiej zarabiającą ekranizacją gry komputerowej w historii. W drugiej połowie czerwca 2016 roku zdetronizował film z 2010 roku zatytułowany Książę Persji: Piaski czasu, który przez sześć lat był liderem w tej kategorii.
Film zarobił 433,7 miliona dolarów amerykańskich (47,4 mln w Stanach Zjednoczonych oraz 386,3 mln w pozostałych krajach) przy budżecie wynoszącym 160 mln USD.